# Tougorkan
Tougorkan, Tugorkan, Tougor-Khan ou Tugor-Khan (en russe/ukrainien : Тугоркан ; † 19 juillet 1096) est un khan polovtse de la fin du XIe siècle.

## Histoire
Tougorkan apparaît pour la première fois dans les chroniques en 1091 : avec un autre chef polovtse, Boniak, il participe à la bataille de Levounion en tant qu'allié de l'empereur byzantin Alexis Ier Comnène, en guerre contre les Petchénègues.
Après plusieurs années de conflit avec la Russie kiévienne, il fait la paix en 1094 avec le prince russe Sviatopolk II qui épousera sa fille.
En 1096, les hostilités reprirent avec la Russie et Tougorkan marcha contre Pereïaslav et établit ses troupes autour de la ville. Sviatopolk II et son cousin Vladimir marchèrent contre lui et surprirent les Polovtses qui s'enfuirent, poursuivis par les Russes qui en égorgèrent un grand nombre. Tougorkan fut tué ainsi que son fils et d'autres princes polovtses. Selon le chroniqueur russe Nestor, on retrouva le lendemain de la bataille le cadavre de Tougorkan : Sviatopolk II recueillit le corps de son beau-père et ennemi et l'amena à Kiev où il l'inhuma près de Berestove (en).
Tougorkan est peut-être à l'origine d'une créature du folklore russe, Tougarine (Тугарин), un monstre de la race des serpents, symbolisant la steppe sauvage et ses dangers, et le paganisme.

## Sources primaires
- Nestor, Chronique des temps passés